# 紀元前361年
紀元前361年（きげんぜん361ねん）は、ローマ暦の年である。
当時は、「ストロとペティクスが共和政ローマ執政官に就任した年」として知られていた（もしくは、それほど使われてはいないが、ローマ建国紀元393年）。紀年法として西暦（キリスト紀元）がヨーロッパで広く普及した中世時代初期以降、この年は紀元前361年と表記されるのが一般的となった。

## 他の紀年法
- 干支 : 庚申
- 日本
  - 皇紀300年
  - 孝安天皇32年
- 中国
  - 周 - 顕王8年
  - 秦 - 孝公元年
  - 楚 - 宣王9年
  - 斉 - 桓公14年
  - 燕 - 文公元年
  - 趙 - 成侯14年
  - 魏 - 恵王9年
  - 韓 - 昭侯2年
- 朝鮮
  - 檀紀1973年
- ベトナム :
- 仏滅紀元 : 184年
- ユダヤ暦 :

## できごと

### ペルシア帝国
- アケメネス朝ペルシア帝国の弱体化にともなって帝国内の各地で反乱が起こり、豊かな都市として繁栄していたフェニキアのシドン（サイダ）でも反乱があった。

### エジプト
- エジプト第30王朝テオス王 (Teos of Egypt) 治下のエジプトと、アゲシラオス2世治下のスパルタは、アテナイの将軍カブリアスが率いる傭兵隊とともに、ペルシア領のフェニキア諸都市への攻撃を準備した。しかし、エジプトで反乱が起こったために、各軍勢はすぐさま引き返すことになった。その後、アゲシラオス2世はテオスと対立し、テオスに対する反乱に加勢した。

### ギリシャ
- アテナイの雄弁家で将軍であったカリストラトスと、将軍カブリアスは、アテナイで裁判にかけられた、カリストラトスの助言に基づいてテーバイに一時的な占拠が認められていたオロポス (Oropos)の町について、テーバイ人たちが返還を拒んだことをめぐって問責された。カリストラトスは優れた雄弁家ぶりを発揮して自らを弁護し、それに感銘を受けたデモステネスに雄弁術を学ぶ決意をさせたほどであったが、死刑判決を受けた。カリストラトスはマケドニア王国のメトネ（古代ギリシア語: Μεθώνη：現在のメトニ (Methoni)）に逃亡し、マケドニア王ペルディッカス3世に財務管理能力を認められて、保護された。一方、カブリアスは職を辞し、アケメネス朝ペルシア帝国への反攻を狙っていたエジプトのテオス王の傘下に入った。

### シチリア
- プラトンは、再びシュラクサイ（シラクサ）へ赴き、若き僭主ディオニュシオス2世 (Dionysius II) を教える。しかしプラトンは、この若い僭主を、紀元前366年に彼が追放したディオンと和解させることはできなかった。このためプラトンは、身の危険を感じてシュラクサイを脱出した。

### 中国
- 衛の公孫鞅が秦に入国した。

## 誕生
- シュラクサイのアガトクレス - シュラクサイの僭主（+ 紀元前289年）
- リュシマコス - アレクサンドロス3世（大王）の臣下から、その後継者となった、トラキア、マケドニア王国の王（生年は推定）（+ 紀元前281年）